# Сельское поселение Миньковское
Се́льское поселе́ние Миньковское — муниципальное образование в Бабушкинском районе Вологодской области Российской Федерации.
Административный центр — село Миньково.

## История
Сельское поселение Миньковское образовано 1 января 2006 года в соответствии с Федеральным законом № 131 «Об общих принципах организации местного самоуправления в Российской Федерации».
В состав сельского поселения вошли сельсоветы:
- Миньковский (ц. Миньково, всего 7 населённых пунктов, ОКАТО 19 208 844),
- Кулибаровский (ц. Кулибарово, всего 7 населённых пунктов, ОКАТО 19 208 840),
- Великодворский (ц. Великий Двор, всего 4 населённых пункта, ОКАТО 19 208 816)[3].

Законом Вологодской области от 1 июня 2015 года № 3667-ОЗ муниципальные образования Идское сельское поселение, Сельское поселение Миньковское и Юркинское сельское поселение объединены в сельское поселение Миньковское с административным центром в селе Миньково.

## Экономика
На территории поселения работают более 20 пилорам и цехов деревообработки. Население занимается заготовкой и переработкой древесины. Сельхозпредприятий на территории поселения нет.
Действуют Миньковская средняя общеобразовательная школа, Кулибаровская начальная школа-детский сад, Великодворская основная общеобразовательная школа с детским садом, Миньковский детский сад, Социальный приют для детей и подростков, Дом Культуры в с. Миньково, клубы в п. Тиноватка и д. Великий Двор, 3 библиотеки, 3 ФАПа, Миньковская амбулатория, 4 отделения связи, филиал Сбербанка.

## Культура
В селе Миньково расположен действующий храм Рождества Иоанна Предтечи. Ежегодно в июле проходит праздник «Ивановские гуляния», в конце июля — «Прокопьевская».

## Местное самоуправление
Глава муниципального образования — Хоробрая Алевтина Михайловна.

## Население
| 2011  | 2012  | 2013  | 2014  | 2015  | 2016  | 2017  |
| ----- | ----- | ----- | ----- | ----- | ----- | ----- |
| 1782  | ↘1756 | ↘1754 | ↘1719 | ↘1653 | ↗2461 | ↘2445 |
| 2018  | 2019  | 2020  | 2021  |       |       |       |
| ↘2390 | ↘2340 | ↘2294 | ↘1716 |       |       |       |

## Состав сельского поселения

В 2015 году к Миньковскому сельскому поселению присоединены Идское и Юркинское

| №  | Населённый пункт | Тип населённого пункта       | Население |
| -- | ---------------- | ---------------------------- | --------- |
| 1  | Аниково          | деревня                      | 100       |
| 2  | Белехово         | деревня                      | 39        |
| 3  | Великий Двор     | деревня                      | 187       |
| 4  | Глебково         | деревня                      | 40        |
| 5  | Горка            | деревня                      | 69        |
| 6  | Грозино          | деревня                      | 49        |
| 7  | Демьянцево       | деревня                      | 6         |
| 8  | Зубариха         | деревня                      | 0         |
| 9  | Ида              | посёлок                      | 473       |
| 10 | Комсомольский    | посёлок                      | 87        |
| 11 | Кулибарово       | деревня                      | 229       |
| 12 | Кунож            | посёлок                      | 263       |
| 13 | Леваш            | деревня                      | 7         |
| 14 | Льнозавод        | посёлок                      | 67        |
| 15 | Миньково         | село, административный центр | 916       |
| 16 | Петухово         | деревня                      | 23        |
| 17 | Починок          | деревня                      | 0         |
| 18 | Проскурнино      | деревня                      | 6         |
| 19 | Пустошь          | деревня                      | 5         |
| 20 | Свертнево        | деревня                      | 4         |
| 21 | Талица           | деревня                      | 0         |
| 22 | Тевигино         | деревня                      | 18        |
| 23 | Теляково         | деревня                      | 22        |
| 24 | Тиноватка        | посёлок                      | 102       |
| 25 | Фетинино         | деревня                      | 23        |
| 26 | Шилово           | деревня                      | 4         |
| 27 | Юркино           | деревня                      | 119       |

27.11.2020 были упразднены деревни Бережок, Заломье, Игрово, Малышево, а также посёлок Кордон, на уровне административно-территориального устройства входивший в Грязовецкий район.